# Duan Chengshi
Pour les articles homonymes, voir Duan.
Œuvres principales
Youyang zazu
Duan Chengshi (chinois 段成式), né vers 800, mort en 863, est un écrivain chinois.
Duan a été lié d'amitié avec le poète Wen Tingyun. Leur style poétique étant proche, Duan, Wen et Li Shangyin ont été nommés par la tradition les « Trois Seize » (San shiliu, tous trois étant supposés avoir été le seizième enfant de leur fratrie).
Duan Chengshi s'est principalement illustré dans le genre du xiaoshuo (de) (« menus propos »). Son œuvre la plus connue est le Youyang zazu (en) (Variétés de Youyang), qui traite de sujets les plus divers. On y trouve notamment une version de l'histoire de Cendrillon, sous le nom de Yexian.